# Toendzja (gemeente)
Toendzja (Bulgaars: Тунджа) is een gemeente in de oblast Jambol. Het administratieve centrum valt buiten het grondgebied van de gemeente Toendzja en is een enclave binnen de gemeente Toendzja, namelijk de stad Jambol (vergelijkbaar met de gemeente Dobritsjka en de stad Dobritsj).

## Geografie
De gemeente Toendzja is gelegen in het noordwestelijke deel van de oblast Jambol.  Met een oppervlakte van 1179,882 km² is het de grootste van de 5 gemeenten van de oblast en omvat het 35,58% van het grondgebied van de oblast. De gemeente is de vijfde grootste gemeente in Bulgarije - alleen de gemeenten Sliven, Sofia, Sredets en Samokov zijn groter. Bovendien is Toendzja een van de vier gemeenten in Bulgarije (samen met de gemeenten Rodopi, Maritsa en Dobritsjka), waarvan de administratieve centra zich buiten het administratieve grondgebied bevindt.
De grenzen zijn als volgt:
- in het oosten - gemeente Straldzja;
- in het zuiden - gemeente Elchovo;
- in het zuidwesten - gemeente Topolovgrad, Chaskovo;
- in het westen - de gemeente Radnevo, oblast Stara Zagora en de gemeente Nova Zagora, oblast Sliven;
- in het noordwesten en noorden - gemeente Sliven, oblast Sliven.

In het noordelijke deel van de gemeente Toendzja bevindt zich de enclave Jambol.

## Bevolking
Op 31 december 2020 telde de gemeente Toendzja 23.045 inwoners verspreid over 44 dorpen. Het inwonersaantal van de gemeente vertoont al jaren een dalende trend: in 1946 had de gemeente nog 59.006 inwoners.
| Inwonersaantal | 52 889 | 59 006 | 58 827 | 54 072 | 46 125 | 39 145 | 34 819 | 31 403 | 24 155 | 23 045 |

### Etnische samenstelling
In de gemeente wonen vooral etnische Bulgaren en etnische Roma. Het aantal en aandeel Bulgaren in de totale bevolking is tussen 1992 en 2011 continu afgenomen, terwijl het aantal en aandeel Roma is gestegen.
| Etnische groep   | volkstelling 1992 | volkstelling 1992 | volkstelling 2001 | volkstelling 2001 | volkstelling 2011 | volkstelling 2011 | volkstelling 2011  |
| Etnische groep   | Aantal            | %                 | Aantal            | %                 | Aantal            | % (totaal)        | % (gespecificeerd) |
| ---------------- | ----------------- | ----------------- | ----------------- | ----------------- | ----------------- | ----------------- | ------------------ |
| Bulgaren         | 32.829            | 94,28             | 29.154            | 92,84             | 20.374            | 84,35             | 89,36              |
| Turken           | 91                | 0,26              | 67                | 0,21              | 106               | 0,44              | 0,47               |
| Roma             | 1.694             | 4,87              | 1.979             | 6,30              | 1.990             | 8,24              | 8,73               |
| Andere groepen   | 205               | 0,59              | 71                | 0,23              | 157               | 0,65              | 0,69               |
| Onbekend         | .                 | .                 | 58                | 0,18              | 173               | 0,72              | 0,76               |
| Ongespecificeerd | .                 | .                 | 74                | 0,24              | 1.355             | 5,61              | .                  |
| Totaal           | 34.819            | 100,00            | 31.403            | 100,00            | 24.155            | 100,00            | 100,00             |

### Religie
De laatste volkstelling werd uitgevoerd in februari 2011 en was optioneel. Van de 24.155 inwoners reageerden er 19.779 op de volkstelling. Van deze 19.779 respondenten waren er 16.183 lid van de Bulgaars-Orthodoxe Kerk, oftewel 82% van de ondervraagden. De rest van de bevolking had een andere geloofsovertuiging of was niet religieus. 
| Religieuze samenstelling in februari 2011 | Religieuze samenstelling in februari 2011 | Religieuze samenstelling in februari 2011 | Religieuze samenstelling in februari 2011 | Religieuze samenstelling in februari 2011 |
| ----------------------------------------- | ----------------------------------------- | ----------------------------------------- | ----------------------------------------- | ----------------------------------------- |
|                                           |                                           |                                           |                                           |                                           |
| Bulgaars-Orthodoxe Kerk                   | Bulgaars-Orthodoxe Kerk                   |                                           | 81,82%                                    | 81,82%                                    |
| Katholieke Kerk                           | Katholieke Kerk                           |                                           | 0,57%                                     | 0,57%                                     |
| Protestantisme                            | Protestantisme                            |                                           | 2,64%                                     | 2,64%                                     |
| Islam                                     | Islam                                     |                                           | 0,25%                                     | 0,25%                                     |
| Geen                                      | Geen                                      |                                           | 7,62%                                     | 7,62%                                     |
| Anders/ Onbekend                          | Anders/ Onbekend                          |                                           | 7,10%                                     | 7,10%                                     |

## Kernen
De volgende dorpen behoren tot de gemeente Toendzja: 
| - Asenovo - Bezmer - Boljarsko - Botevo - Bojadzjik - Tsjargan - Tsjelnik - Drazjevo - Drama - Drjanovo - Chadzjidimitrovo | - Chanovo - General Inzovo - General Tosjevo - Goljam Manastir - Galabintsi - Kabile - Kaltsjevo - Karavelovo - Kozarevo - Konevets - Kroemovo | - Koekorevo - Malomir - Meden Kladenets - Mezjda - Miladinovtsi - Mogila - Okop - Ovtsji Kladenets - Pobeda - Robovo - Roza | - Savino - Simeonovo - Skalitsa - Slamino - Stara Reka - Tarnava - Tenevo - Veselinovo - Vidintsi - Zavoj - Zlatari |

Bestuurlijk centrum: Jambol
 Boljarovo - Elchovo -  Jambol - Straldzja - Toendzja